# Evaristo Isasi
Evaristo Isasi Colmán (Asunción, 26 de noviembre de 1955) es un exfutbolista paraguayo que se destacó en los años 70 y 80. Ganó varios títulos con el Club Olimpia de Paraguay.

## Primeros años
En 1970, con apenas 15 años, Isasi ya integraba la selección de Mariano Roque Alonso, proveniente de su primer club, el General Artigas, de dicha ciudad.
Seguiría fogueándose en varios clubes antes de llegar a la verdadera cima. De su primer club fue el Atlético Juventud de Loma Pytá (1973) y luego el General Caballero de Zeballos Cué (1974).

## Trayectoria
Directivos de las divisiones formativas del Club Olimpia recomendaron la adquisición de Isasi, quien se integró gustoso a la selección de ese club. Y el mismo año que descendiera el General Caballero (1974) ya integraba los planteles de los menores del Club Olimpia, jugando algunos partidos.
Al año siguiente se dio su esperado debut en el torneo de verano en la ciudad de Mar del Plata, Argentina. Sería el arranque de su genialidad. Y su primer título con el "Decano" junto a un grupo de extraordinarios jugadores.
Por esa época la "máquina olimpista" iniciaba una era de numerosos logros deportivos, saboreando campeonatos locales y otros títulos. La hegemonía de la franja negra se plasmaría en el rectángulo futbolero. Y Evaristo Isasi sería una de sus figuras principales en la ofensiva local y en la selección nacional. Su gol más importante fue en la ida de la final de la Copa Intercontinental de 1979, contra el Malmö FF, en Suecia. 
Jugó en el Fútbol Profesional Colombiano en el Deportes Tolima en 1982, y en Independiente Santa Fe de Bogotá en el año 1983.

## Clubes
| Club                                         | País     | Año         |
| -------------------------------------------- | -------- | ----------- |
| Club General Artigas de Mariano Roque Alonso | Paraguay | 1970        |
| Atlético Juventud                            | Paraguay | 1973        |
| General Caballero de Zeballos Cué            | Paraguay | 1974        |
| Olimpia de Asunción                          | Paraguay | 1975 - 1981 |
| Deportes Tolima                              | Colombia | 1982        |
| Independiente Santa Fe                       | Colombia | 1983        |
| Olimpia de Asunción                          | Paraguay | 1983 - 1988 |

## Palmarés

### Campeonatos nacionales
| Título           | Club    | País     | Año  |
| ---------------- | ------- | -------- | ---- |
| Primera División | Olimpia | Paraguay | 1975 |
| Primera División | Olimpia | Paraguay | 1978 |
| Primera División | Olimpia | Paraguay | 1979 |
| Primera División | Olimpia | Paraguay | 1980 |
| Primera División | Olimpia | Paraguay | 1985 |
| Primera División | Olimpia | Paraguay | 1988 |

### Copas internacionales
| Título                       | Equipo(*)                       | País     | Año  |
| ---------------------------- | ------------------------------- | -------- | ---- |
| Copa Libertadores de América | Olimpia                         | Paraguay | 1979 |
| Copa Interamericana          | Olimpia                         | Paraguay | 1979 |
| Copa Intercontinental        | Olimpia                         | Paraguay | 1979 |
| Copa América                 | Selección de fútbol de Paraguay | Paraguay | 1979 |

## Últimos pasos en el fútbol
```
 
"No puedo negarlo, el fútbol me dio fama, dinero, muchos amigos y ya entre ellos una familia maravillosa. Sin embargo, a veces, uno no se satisface y busca, en lo espiritual, jugar otro partido en su vida, que yo lo vengo haciendo unido a mi familia"
. 
```

Estas expresiones de Evaristo, indican la madurez del jugador a nivel personal, y en consecuencia, se produce su alejamiento de las canchas de fútbol a nivel profesional.
Los recuerdos de las gambetas, los centros a la carrera, los goles sensacionales y todo lo ganado en el fútbol forman parte de un pasado que los hinchas no olvidan. 
Su ida a Colombia por tres años y el retorno a Olimpia para continuar demostrando es magia de buen jugar, exquisito, hábil y contundente en el momento de definir, para decirle adiós a esos momentos sensacionales en el momento preciso de su carrera. A partir de allí, compartió con niños y adultos lo aprendido jugando, porque todos tenemos un final en el fútbol...

## Reconocimientos
- Medalla al Mérito Domingo Martínez de Irala.

El 19 de octubre de 2016 fue distinguido con la Medalla al mérito Domingo Martínez de Irala por la Junta Municipal de la ciudad de Asunción, junto a sus compañeros de la selección paraguaya por el título de campeón logrado en la Copa América 1979.

## Enlaces
- Comunidad decana (enlace roto disponible en Internet Archive; véase el historial, la primera versión y la última).

- Datos: Q1996337